# Kékfejű kolibri
A kékfejű kolibri (Cyanophaia bicolor) a madarak (Aves) osztályának a sarlósfecske-alakúak (Apodiformes) rendjéhez, ezen belül a kolibrifélék (Trochilidae) családjához tartozó Cyanophaia nem egyetlen faja.
A magyar név forrással nincs megerősítve, lehet, hogy az angol név tükörfordítása (Blue-headed Hummingbird).

## Előfordulása
A Dominikai Közösség és Martinique területén honos. A természetes élőhelye szubtrópusi vagy trópusi síkvidéki esőerdők, valamint erősen leromlott egykori erdők.

## Megjelenése
Átlagos testtömege 4.5 gramm.